# Episodi di R. L. Stine's The Haunting Hour (terza stagione)
La terza stagione della serie televisiva R. L. Stine's The Haunting Hour è stata trasmessa in prima visione assoluta dal canale televisivo statunitense The Hub a dal 13 ottobre 2012 al 9 febbraio 2013.
| nº | Titolo originale         | Titolo italiano | Prima TV USA     | Prima TV Italia |
| -- | ------------------------ | --------------- | ---------------- | --------------- |
| 1  | Grampires: Part 1        |                 | 13 ottobre 2012  |                 |
| 2  | Grampires: Part 2        |                 | 13 ottobre 2012  |                 |
| 3  | The Cast                 |                 | 20 ottobre 2012  |                 |
| 4  | The Weeping Woman        |                 | 27 ottobre 2012  |                 |
| 5  | Intruders                |                 | 3 novembre 2012  |                 |
| 6  | Spaceman                 |                 | 10 novembre 2012 |                 |
| 7  | Red Eye                  |                 | 17 novembre 2012 |                 |
| 8  | My Imaginary Friend      |                 | 24 novembre 2012 |                 |
| 9  | Poof de Fromage          |                 | 1º dicembre 2012 |                 |
| 10 | The Golem: Part 1        |                 | 8 dicembre 2012  |                 |
| 11 | The Golem: Part 2        |                 | 8 dicembre 2012  |                 |
| 12 | The Girl in the Painting |                 | 15 dicembre 2012 |                 |
| 13 | Checking Out             |                 | 19 gennaio 2013  |                 |
| 14 | Terrible Love            |                 | 9 febbraio 2013  |                 |
| 15 | Seance                   |                 | 19 ottobre 2013  |                 |
| 16 | Detention                |                 | 12 ottobre 2013  |                 |
| 17 | Funhouse                 |                 | 12 ottobre 2013  |                 |
| 18 | Worry Dolls              |                 | 26 ottobre 2013  |                 |
| 19 | Lovecraft's Woods        |                 | 2 novembre 2013  |                 |
| 20 | Coat Rack Cowboy         |                 | 2 novembre 2013  |                 |
| 21 | Long Live Rock and Roll  |                 | 9 novembre 2013  |                 |
| 22 | Dead Bodies              |                 | 23 novembre 2013 |                 |
| 23 | My Robot                 |                 | 16 novembre 2013 |                 |
| 24 | Bad Egg                  |                 | 7 dicembre 2013  |                 |
| 25 | Toy Train                |                 | 30 novembre 2013 |                 |
| 26 | Uncle Howee              |                 | 21 dicembre 2013 |                 |